# 24 Hours of Daytona 2013
24 Hours of Daytona 2013 – 24-godzinny wyścig samochodowy na torze Daytona International Speedway w miejscowości Daytona Beach na Florydzie. Zawody odbyły się w dniach 26–27 stycznia 2013.

## Wyniki zawodów
| Poz.   | Klasa | Nr | Drużyna                                                    | Kierowcy                                                                             | Okrążeń |
| ------ | ----- | -- | ---------------------------------------------------------- | ------------------------------------------------------------------------------------ | ------- |
| 1      | DP    | 01 | Chip Ganassi Racing i Felix Sabates                        | Charlie Kimball Juan Pablo Montoya Scott Pruett Memo Rojas                           | 709     |
| 2      | DP    | 10 | VelocityWW                                                 | Max Angelelli Ryan Hunter-Reay Jordan Taylor                                         | 709     |
| 3      | DP    | 60 | Michael Shank Racing                                       | A. J. Allmendinger Marcos Ambrose Oswaldo Negri John Pew Justin Wilson               | 709     |
| 4      | DP    | 9  | Action Express Racing                                      | João Barbosa Christian Fittipaldi Burt Frisselle Mike Rockenfeller                   | 708     |
| 5      | DP    | 90 | Spirit of Daytona Racing                                   | Antonio García Oliver Gavin Ricky Taylor Richard Westbrook                           | 697     |
| 6      | DP    | 2  | Starworks i Alex Popow                                     | Sébastien Bourdais Ryan Dalziel Allan McNish Alex Popow                              | 696     |
| 7      | DP    | 99 | GAINSCO/Bob Stallings Racing                               | Jon Fogarty Memo Gidley Alex Gurney Darren Law                                       | 695     |
| 8      | DP    | 5  | Action Express Racing                                      | João Barbosa Christian Fittipaldi Brian Frisselle Felipe Nasr Nelson Piquet, Jr.     | 688     |
| 9      | GT    | 24 | Audi Sport Customer Racing/AJR                             | Filipe Albuquerque Oliver Jarvis Edoardo Mortara Dion von Moltke                     | 678     |
| 10     | GT    | 52 | Audi Sport Customer Racing/APR Motorsport LTD.UK           | Ian Baas Marc Basseng René Rast Frank Stippler                                       | 678     |
| 11     | GT    | 69 | AIM Autosport Team FXDD with Ferrari                       | Emil Assentato Craig Stanton Anthony Lazzaro Nick Longhi Mark Wilkins                | 678     |
| 12     | GT    | 63 | Scuderia Corsa                                             | Alessandro Balzan Olivier Beretta Marco Frezza Alessandro Pier Guidi                 | 678     |
| 13     | GT    | 44 | Magnus Racing                                              | Nicolas Armindo Andy Lally Richard Lietz John Potter                                 | 678     |
| 14     | GT    | 23 | Alex Job Racing                                            | Jeroen Bleekemolen Damien Faulkner Marco Holzer Cooper MacNeil                       | 678     |
| 15     | GT    | 13 | Audi Sport Customer Racing/Rum Bum Racing                  | Frank Biela Christopher Haase Matt Plumb Markus Winkelhock                           | 677     |
| 16     | GT    | 56 | AF – Waltrip                                               | Rui Águas Clint Bowyer Robert Kauffman Michael Waltrip                               | 677     |
| 17     | GT    | 03 | Extreme Speed Motorsports                                  | Ed Brown Mike Hedlund Scott Sharp Johannes van Overbeek                              | 673     |
| 18     | GT    | 17 | Burtin Racing i Goldcrest Motorsports                      | Jack Baldwin Claudio Burtin Mario Farnbacher Martin Ragginger Robert Renauer         | 672     |
| 19     | GT    | 62 | Snow Racing/Wright Motorsports                             | Klaus Bachler Sascha Maassen Marco Seefried Madison Snow Melanie Snow                | 668     |
| 20     | GT    | 51 | APR Motorsport LTD.UK                                      | Matt Bell David Empringham John Farano Alex Figge Dave Lacey                         | 667     |
| 21     | DP    | 42 | Team Sahlen                                                | Dane Cameron Bruno Junqueira Wayne Nonnamaker Simon Pagenaud                         | 664     |
| 22     | GT    | 59 | Brumos Racing                                              | Andrew Davis Leh Keen Marc Lieb Bryan Sellers                                        | 663     |
| 23     | GT    | 72 | Park Place Motorsports                                     | Chuck Cole Jean-François Dumoulin Grant Phipps Mike Skeen Mike Vess                  | 657     |
| 24     | GT    | 45 | Magnus Racing                                              | Mark Boden Al Carter Charles Espenlaub Hugh Plumb Charlie Putman                     | 656     |
| 25     | GT    | 73 | Park Place Motorsports                                     | Daniel Graeff Jason Hart Patrick Lindsey Patrick Long Spencer Pumpelly               | 653     |
| 26     | GX    | 16 | Napleton Racing                                            | Nelson Canache, Jr. David Donohue Shane Lewis Jim Norman                             | 635     |
| 27     | GT    | 78 | Racers Edge Motorsports                                    | Rudy Camarillo Martín Fuentes Carlos Peralta Ricardo Pérez de Lara                   | 634     |
| 28     | GT    | 94 | Turner Motorsports                                         | Bill Auberlen Paul Dalla Lana Billy Johnson Maxime Martin Boris Said                 | 631     |
| 29     | GT    | 80 | TruSpeed Motorsports                                       | Kelly Collins Phil Fogg Tom Haacker Jim Walsh                                        | 627     |
| 30     | GX    | 22 | Bullet Racing                                              | James Clay Darryl O'Young Daniel Rogers Seth Thomas Karl Thomson                     | 625     |
| 31     | GT    | 66 | TRG                                                        | Jörg Bergmeister Dominik Farnbacher Ben Keating Kuno Wittmer                         | 622     |
| 32 DNF | GT    | 61 | R.Ferri/AIM Motorsport Racing with Ferrari                 | Giancarlo Fisichella Max Papis Jeff Segal Toni Vilander                              | 614     |
| 33     | GX    | 38 | BGB Motorsports                                            | Lee Davis Ryan Eversley Eric Foss Jeff Mosing John Tecce                             | 614     |
| 33 DNF | DP    | 3  | 8Star Motorsports                                          | Anthony Davidson Pedro Lamy Nicolas Minassian Enzo Potolicchio Stéphane Sarrazin     | 612     |
| 35     | GT    | 19 | Mühlner Motorsports America                                | Eduardo Costabal Mark Thomas Eliseo Salazar                                          | 610     |
| 36 DNF | GT    | 57 | Stevenson Motorsports                                      | John Edwards Robin Liddell Jan Magnussen Tommy Milner                                | 595     |
| 37 DNF | DP    | 02 | Chip Ganassi Racing i Felix Sabates                        | Scott Dixon Dario Franchitti Joey Hand Jamie McMurray Scott Pruett                   | 594     |
| 38     | GT    | 64 | Scuderia Corsa                                             | Francisco Longo Raphael Matos Xandinho Negrão Daniel Serra                           | 576     |
| 39 DNF | GT    | 30 | MOMO/NGT Motorsport                                        | Henrique Cisneros Sean Edwards Kuba Giermaziak Patrick Pilet                         | 535     |
| 40 DNF | DP    | 50 | Highway to Help                                            | Frank Beck Carlos de Quesada Byron DeFoor Ian James Jim Pace                         | 517     |
| 41 DNF | DP    | 6  | Michael Shank Racing                                       | Chris Cumming Jorge Goncalvez Michael Valiante Gustavo Yacamán                       | 508     |
| 42 DNF | GT    | 67 | TRG                                                        | Emmanuel Collard Romain Dumas Niclas Jönsson Tracy Krohn                             | 451     |
| 43 DNF | DP    | 8  | Starworks Motorsport                                       | Gaetano Ardagna Ivan Bellarosa Brendon Hartley Scott Mayer Jan Charouz               | 441     |
| 44 DNF | DP    | 43 | Team Sahlen                                                | Tomy Drissi Bruno Junqueira Joe Nonnamaker Will Nonnamaker Joe Sahlen                | 422     |
| 45 DNF | GT    | 20 | Dener Motorsport                                           | Nonô Figueiredo Constantino Júnior Clemente Lunardi Ricardo Maurício Marcel Visconde | 386     |
| 46 DNF | GT    | 21 | Dener Motorsport                                           | Rubens Barrichello Nonô Figueiredo Felipe Giaffone Tony Kanaan Ricardo Maurício      | 352     |
| 47 DNF | DP    | 27 | BTE Sport                                                  | Emmanuel Anassis Louis-Philippe Dumoulin Tõnis Kasemets Anthony Massari              | 304     |
| 48 DNF | DP    | 77 | Doran Racing                                               | Jon Bennett Colin Braun Jim Lowe Paul Tracy                                          | 286     |
| 49 DNF | GT    | 68 | TRG                                                        | Ivo Breukers Brad Lewis Jim Michaelian Ronald van de Laar Dennis van de Laar         | 284     |
| 50 DNF | GT    | 18 | Mühlner Motorsports America                                | Kévin Estre Mark Thomas Norbert Siedler                                              | 228     |
| 51 DNF | GT    | 32 | Konrad Motorsport/Orbit                                    | Michael Christensen Christian Engelhart Nick Tandy Lance Willsey                     | 181     |
| 52 DNF | GT    | 31 | Marsh Racing                                               | Lawson Aschenbach Eric Curran Brandon Davis Boris Said                               | 136     |
| 53 DNF | GX    | 70 | Mazdaspeed/Speedsource                                     | Jonathan Bomarito Marino Franchitti James Hinchcliffe Sylvain Tremblay               | 51      |
| 54 DNF | GX    | 25 | Freedom Autosport/Speedsource                              | Andrew Carbonell Tom Long Rhett O'Doski Derek Whitis                                 | 45      |
| 55 DNF | GT    | 87 | Vehicle Technologies                                       | Tony Ave Jan Heylen Doug Peterson Moses Smith                                        | 44      |
| 56 DNF | GX    | 00 | Visit Florida Racing/Speedsource/Yellow Dragon Motorsports | Joel Miller Tristan Nunez Spencer Pigot Yojiro Terada Tristan Vautier                | 33      |
| 57 DNS | GT    | 93 | Turner Motorsports                                         | Bill Auberlen Michael Marsal Maxime Martin Andy Priaulx Gunter Schaldach             |         |